# Lockheed P-3 Orion

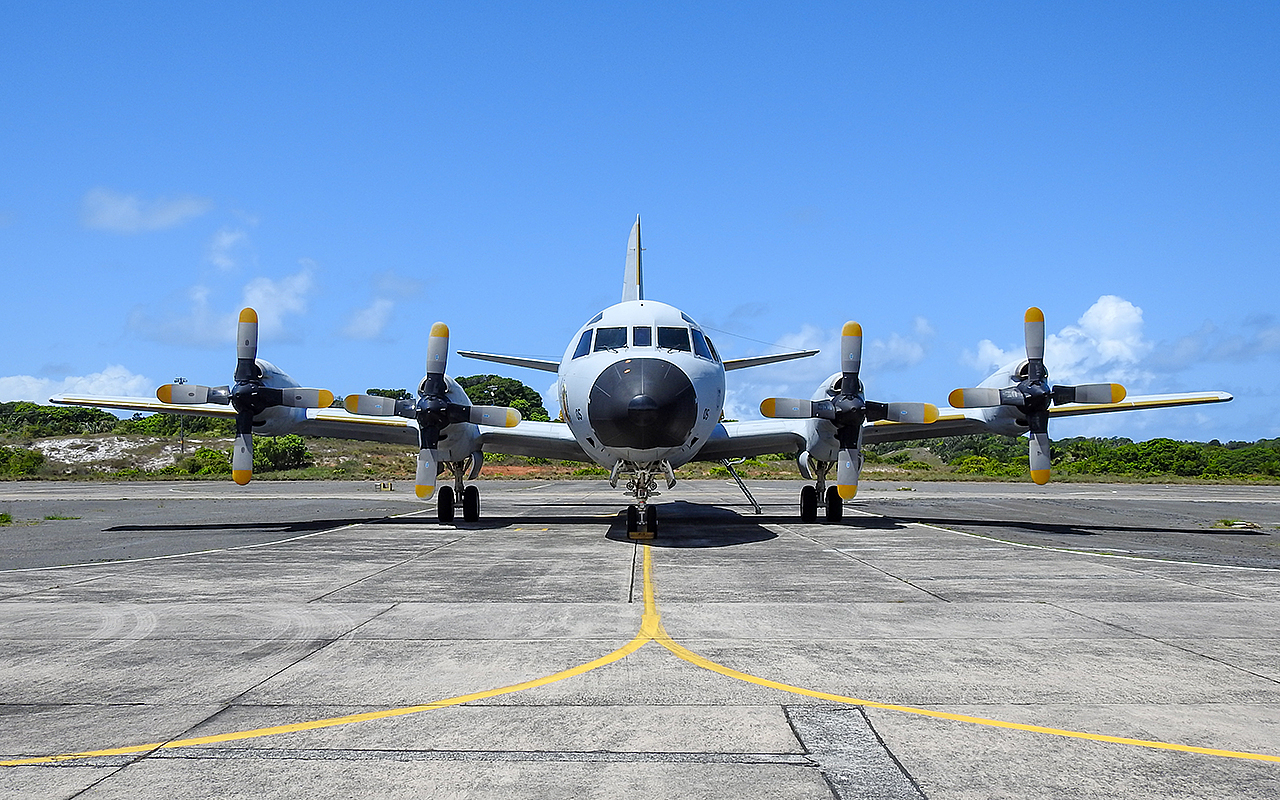
Lockheed P-3A Orion do Força Aérea Brasileira na Base Aérea de Salvador

O Lockheed P-3 Orion é uma aeronave de patrulhamento marítimo de longo alcance e guerra ASW com base em terra, utilizado por cerca de duas dezenas de operadores e iniciou a sua carreira em 1962 substituindo o envelhecido P2V Neptune ao serviço da Marinha Norte-Americana.
Derivado de uma versão comercial o Lockheed L-188 Electra, e produzido ao longo de três décadas continua nos nossos dias a ser a única plataforma de patrulhamento marítimo baseada em terra, tendo entrado em 2012 para o restrito clube dos aviões com mais de cinquenta anos de serviço contínuo com o mesmo utilizador, neste caso a Marinha Norte-Americana, que gradualmente está diminuindo os seus efectivos e tem planeado a sua substituição desde 2013, pelo P-8A Poseidon derivado do transporte comercial Boeing 737-800.

## Desenvolvimento
Em Agosto de 1957 o chefe das Operações Navais da Marinha Americana, publicou os requisitos, para uma nova aeronave de patrulha marítima de longo raio de acção e com base em terra, dos quais se destacam os seguintes critérios:
- Cabine mais espaçosa que a do P-2 Neptune.
- Um raio de acção maior e capacidade para permanecer na zona de patrulha por mais tempo que o P-2 Neptune.
- Um período de desenvolvimento curto.
- Um baixo custo de aquisição por aeronave.

Em Maio de 1958 a Lockheed foi seleccionada para construir o novo avião, com um projecto baseado no L-188 Electra um transporte civil de passageiros, que por si só atendia a maioria das especificações requeridas.

De imediato todo o programa foi acelerado decorridos três meses, a 19 de Agosto a Lockheed faz voar o terceiro

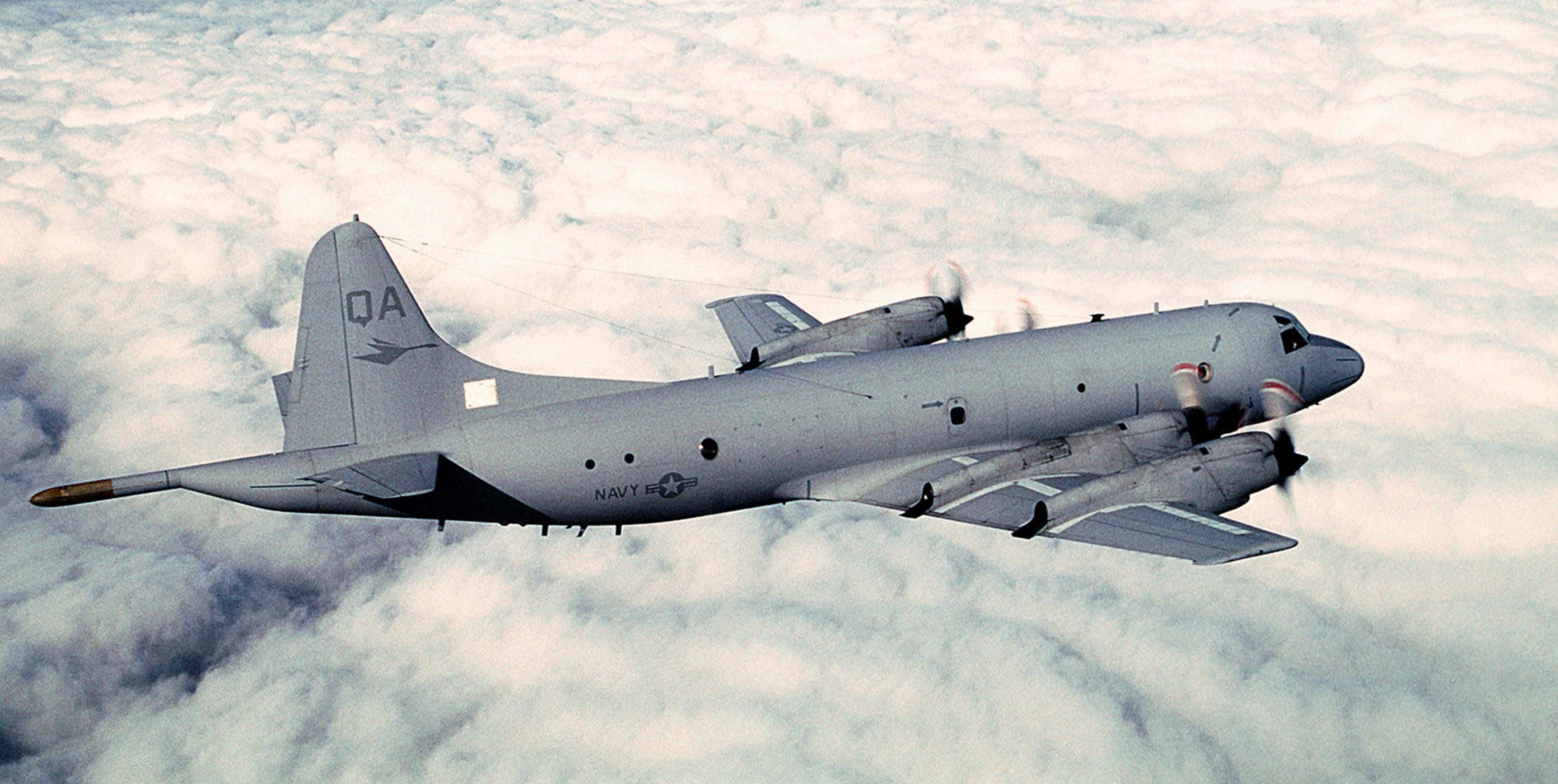
P-3C Orion da US Navy

L-188 Electra de produção (c/n 188-1003), como primeiro protótipo, no mês seguinte é inspeccionada a maqueta do avião de produção e somente nove meses após ter sido seleccionada é assinado um contrato de pré produção em Fevereiro de 1959. 

A primeira unidade a ser equipada com o Orion foi o Esquadrão de Patrulha nº 8 (VP-8), baseado na base aeronaval de Patuxent River em Agosto de 1962 substituindo os envelhecidos P2V-5F. Nos cinco anos seguintes os P-3A equiparam mais 14 Esquadrões de primeira linha. Em 1966 é introduzido o P-3B e ambas as versões voaram ao longo da costa da Indochina durante o conflito do Vietname. O P-3C inicia a actividade operacional junto do Esquadrão Vp-30 no final de 1969 e continuou em produção para a Marinha Americana até depois de 1986, quando ainda faltavam substituir três Esquadrões que voavam o P-3B.

### Produção
A produção do P-3 Orion estendeu-se ao longo de mais de três décadas, entre Outubro 1960
e finais de 1995. Inicialmente na fábrica da Lockheed em Palmdale na Califórnia e já na fase final da produção devido a uma importante reorganização interna e uma encomenda Sul Coreana que suportou os custos, obrigou à mudança de toda a linha de montagem para a fábrica de Marietta na Geórgia, onde aí foram construídos os oito últimos exemplares. No total a Lockheed produziu 650 aeronaves incluindo as três primeiras para o Japão conforme o acordo de produção sob licença.
A Kawasaki Heavy Industries, fabricou sob licença toda a frota para suprir as necessidades das forças de auto defesa do Japáo , num total de 107 exemplares. Também os motores de todas as aeronaves de produção Japonesa foram construídos sob licença da General Motors nas instalações da Ishikawajima Harima Heavy Industries Company.

### Cronologia
Algumas datas importantes no desenvolvimento, produção e operacionalidade do P-3 Orion em modo não exaustivo (compilação de dados).
- 1957 - A Lockheed propõe o L-188 Electra para atender às exigências da US Navy para uma plataforma de patrulhamento marítimo.
- Maio de 1958 - Assinatura do contracto de pesquisa e desenvolvimento.
- 19 de Agosto de 1958 - Primeiro voo do protótipo YP3V-1.
- 25 de Novembro de 1959 - Primeiro voo do segundo protótipo, com uma fuselagem mais curta (cerca de 2,13m])

e a maioria dos aviónicos planeados já montados.
- Outubro de 1960 - Assinatura do contracto de produção do P-3A.
- 15 de Abril 1961 - Primeiro voo do P3V-1 (P-3A).
- 1962-1963 - Participação do P-3 no bloqueio naval a Cuba.
- 1966 - A Nova Zelândia torna-se o primeiro cliente estrangeiro.
- Novembro de 1966 - Entrega do primeiro P-3B à US Navy
- 18 de Setembro de 1968 - Primeiro voo do P-3C.
- Junho de 1969 - Primeiro P-3C entregue para serviço operacional ao esquadrão VP-30 da US Navy.
- 1975 - O Irão encomenda seis aeronaves P-3F.
- Julho de 1976 - Canada encomenda o CP-140.
- Setembro de 1977 - Primeira actualização Update II entregue.
- 1978 - Kawasaki Heavy Industries fica licenciada para construir 90 P-3 necessários ao patrulhamento marítimo Nipónico.
- Maio de 1984 - Fica operacional a actualização	Update III.
- 14 de Junho de 1984 - O protótipo AEW faz o seu primeiro voo.
- 1 de Outubro de 1985 - Assinado com a Lockheed o contracto de aquisição de seis P-3B ex Real Força Aérea Australiana com destino à Força Aérea Portuguesa.
- 1988 - Primeiro P-3 AEW entregue ao serviço da Alfandega Norte-Americana.
- 17 de Abril de 1990 - Último P-3C Update III entregue à US Navy.
- 1990 - A Lockheed  muda a linha de montagem dos P-3' para a fábrica de Marietta, Geórgia.
- 15 de Dezembro de 1990 - A Coreia do Sul encomenda oito P-3C, que serão os últimos de construção nova, após a sua produção a linha de montagem será definitivamente encerrada.
- 21 de Fevereiro de 2005 - Assinatura do acordo final para a compra de cinco aeronaves Holandesas, para a Força Aérea Portuguesa duas na versão P-3C CUP e três na versão P-3C Update II½, que serão modernizadas para a versão P-3C CUP+.
- Agosto de 2010 - Entrega da primeira aeronave modernizada P-3C CUP+ à Força Aérea Portuguesa.
- 3 de Dezembro de 2010 - Entrega do primeiro P-3AM, modernizado nas instalações da CASA/EADS em Espanha, à Força Aérea Brasileira.

## Variantes / atualizações
- YP-3V - Protótipo demonstrador do conceito e avaliação, dois construídos, o primeiro voou pela primeira vez a 19 de Agosto de 1958.[10]
- P-3A - Primeira versão de produção, construídos 158 exemplares, primeiro voo a 15 de Abril de 1951, entrega inicial em 13 de Agosto de 1962.[10]

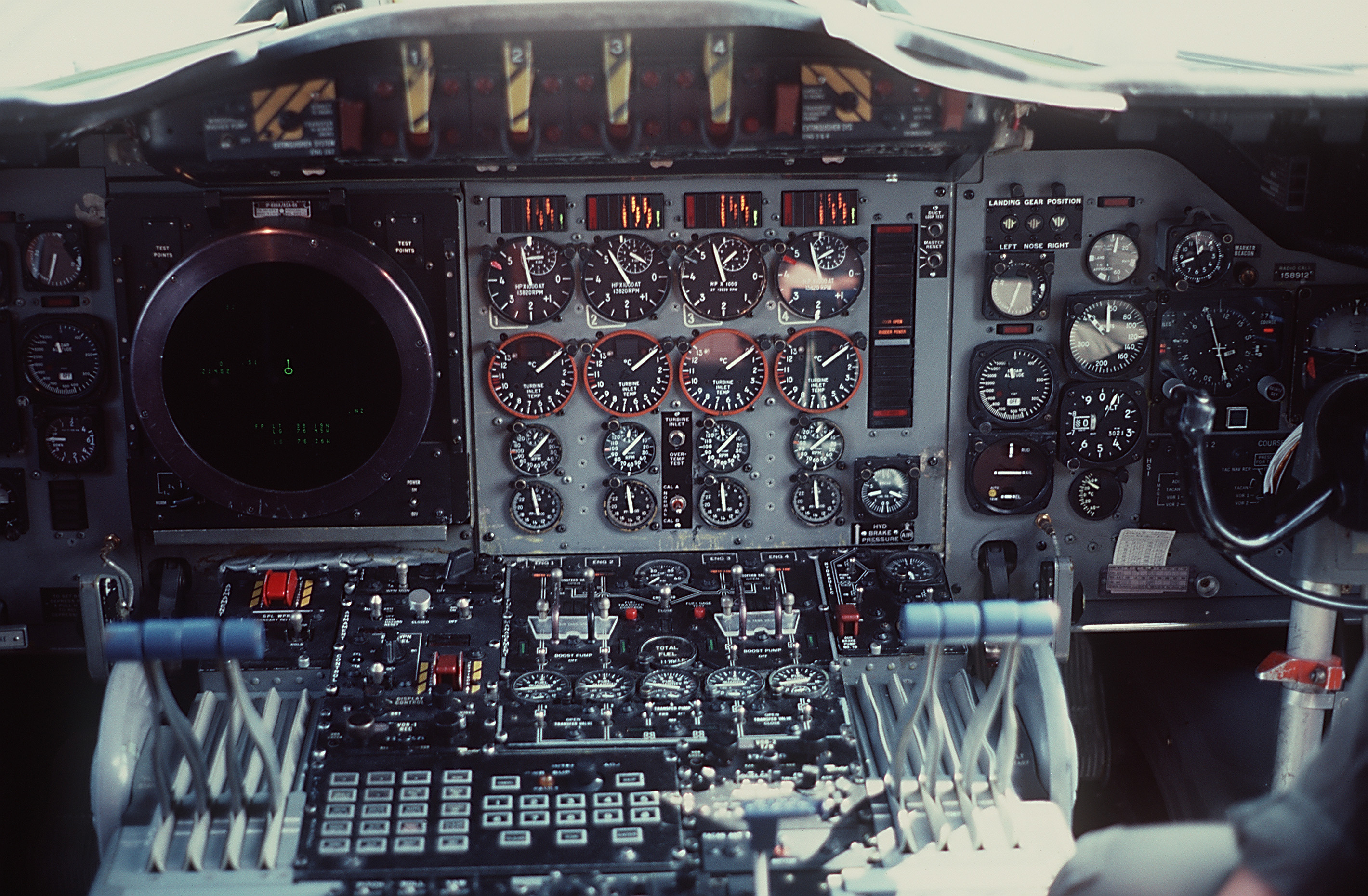
Pormenor da consola central do cockpit de um P-3C da US Navy

- P-3A (CS) - Alguns P-3A modificados com o radar AN/APG-66, para auxílio do serviço de fronteiras dos Estados Unidos, na intercepção de aeronaves efectuando voos clandestinos de transporte de narcóticos.[11]
- P-3AM - Conversão de células P-3A ex US Navy para a Força Aérea Brasileira, segundos os requisitos do programa P-3BR a efectuar pela EADS/CASA.[12]
- CP-3A - Conversão de 30 P-3A da US Navy para a função de transporte apoio logístico. Logo após a assinatura do contrato, o projecto foi cancelado devido à mudança de especificações propostas pela marinha Americana.[13]
- EP-3A - Conversão de alguns exemplares P-3A destinada a reconhecimento electrónico, possuem a particularidade de não serem todos iguais, devido à profusão de antenas nem sempre P-3A nos mesmos locais.[13]
- 'NP-3A - Pelo menos dois P-3A incluindo o primeiro protótipo YP-3A[nota 1] convertidos para a função de teste e desenvolvimentos de longa duração.[13]
- RP-3A - Mudança de designação em 1994 das versões UP-3A, RP-3A, RP-3D e EP-3B.[13]
- TP-3A - Devido à falta de P-3C durante 1984 para actividades operacionais, foram colocados em condições de voo

alguns P-3A designados TP-3A  que os substituíram no treino de tripulações, libertando os C para o serviço operacional.
- UP-3A - Designaçao dada a lguns P-3A despojados dos sistemas de armas e ASW e convertidos para transporte de passageiros entre as unidades da marinha Americana.[13]
- VP-3A - Conversão em 1975 de três WP-3A já retirados, mais tarde juntaram-se mais dois P-3A, para o transporte de individualidades VIP e ou altas patentes. As aeronaves foram equipadas com assentos confortáveis, sistemas de televisão e de música, bem como acomodações para dormidas durante o voo.[13]
- WP-3A - Versão de reconhecimento meteorológico derivada da versão P-3A, quatro exemplares foram convertidos e  entregues durante 1970 à marinha Americana, substituindo os anteriores WC-121N[nota 2][10]
- P-3B - Segunda versão de produção, 125 unidades construídas, equipada com motores mais potentes e sem necessidade de injecção de água etilizada, os exemplares da marinha Americana estavam capacitados para transporte e disparo do míssil AGM-12 Bullpup.[10]
- EP-3B - Também conhecidos como Batrack, são dois P-3A modificados para a função de detecção de sinais de radar nas costas marítimas da ex União Soviética e comunicações de navios da mesma nacionalidade navegando em águas internacionais.[13]
- NP-3B - Pouco se sabe sobre esta variante, apenas que uma aeronave (#152739) operou sob esta designação, às ordens de uma unidade "secreta" NAWC-23.[13]
- P-3C - Terceira versão de produção produzida com avanços significativos ao nível da recolha e disponibilização de dados da situação táctica, centralizados na introdução de um computador digital central, aumentando a eficácia da tripulação na resposta a situações de emergência. Primeiro voo a 18 de Setembro de 1968, construídos 267 aviões.[10]

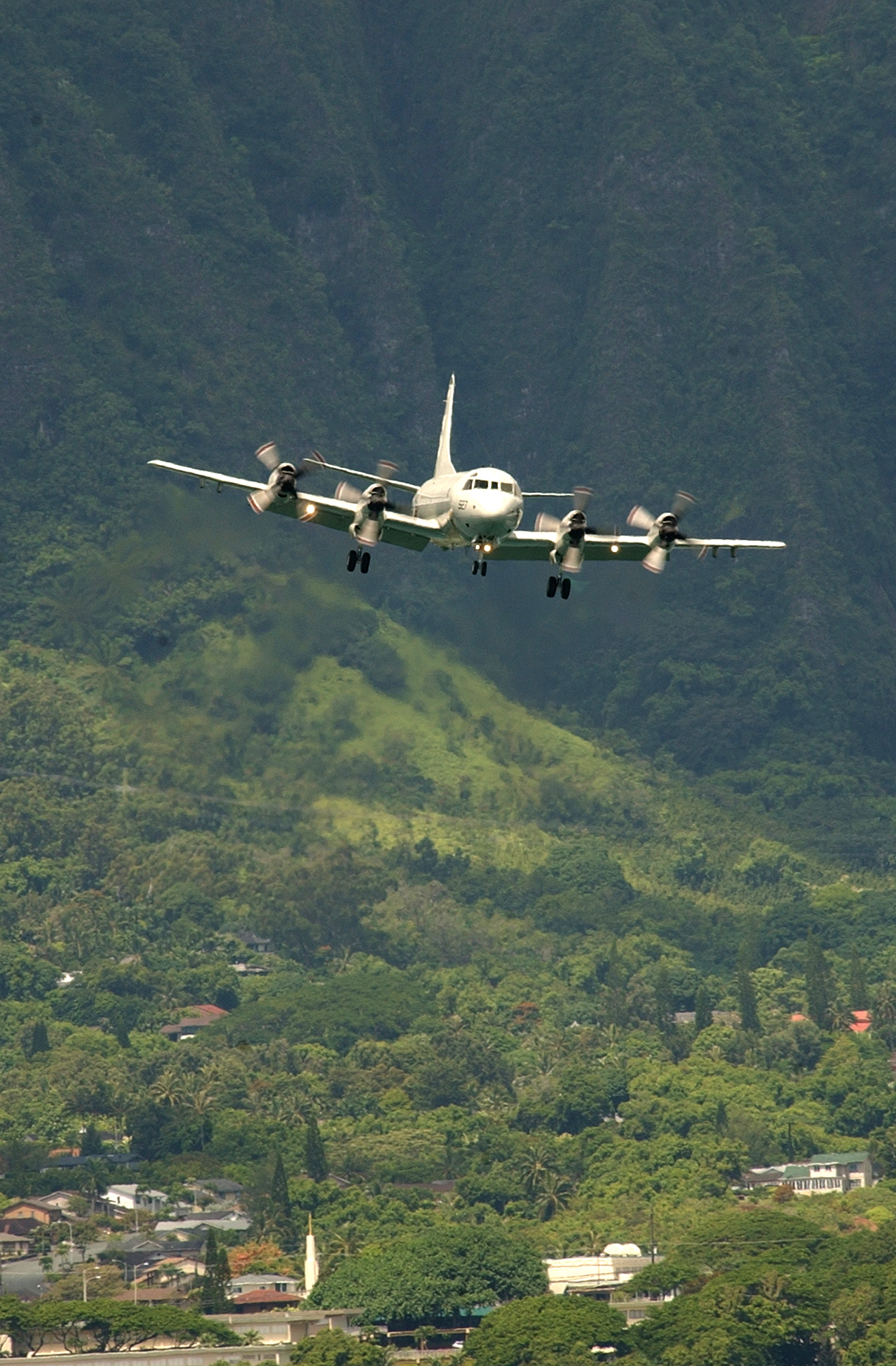
P-3C da US Navy, aproximando-se da sua base no Hawaii.

- P-3C Update I/II/II½/III - Programas de melhorias sucessivas nas aeronaves da US Navy, mantendo os equipamentos operacionais sempre actuais e compatíveis com as ameaças.[13]
- P-3C Update IV - Proposta da Boeing para actualização de todos os P-3C da US Navy, nunca realizada[14]
- P-3C CUP - Actualização CUP (Capability Upkeep Program) de dez P-3C Holandeses, mesmo antes de serem vendidos a Portugal e a Alemanha.[13]
- EP-3C - Designação errada referida por algumas fontes, referindo-se a cinco EP-3 de produção Kawasaki Heavy Industries que possuem semelhança exterior com os EP-3E da US Navy.[13]
- NP-3C - Versão desenvolvida pela Kawasaki Heavy Industries destinada a fazer calibração de radares. Nunca construída.[13]
- UP-3C - Variante desenvolvida pela Kawasaki Heavy Industries para treino e apoio da versão EP-3, executa também calibração de radares, após o cancelamento da versão NP-3C. Primeiro voo em 1995.[13]
- RP-3A - Conversão de dois P-3A destinados a projectos de longa duração na pesquisa oceanográfica.[13]
- RP-3D - Reconfiguração ainda na fase de fabrico de um P-3C, especialmente para a missão de mapeamento magnético do planeta, com a duração estimada de cinco anos, foi dispensada toda a componente ASW, o porão de armamento foi substituído por um tanque adicional de combustível com a capacidade 4 500 litros e todos os sistemas principais requeridos para a missão foram duplicados adicionado ainda um sistema de navegação por satélite.[10]
 Após esta missão o protótipo do P-3C foi convertido para esta configuração, substituindo o original, posteriormente foram acrescentados mais dois P-3B convertidos, substituindo os RP-3A nas missões de pesquisa magnética e acústica oceanográfica no âmbito do esquadrão de desenvolvimento oceanográfico VXN-8.[15]
- EP-3E Aries / Aries II - Versões de vigilância electrónica EP-3E Aries baseado nos P-3A/B em operação desde 1970, em 1990 são substituídos por células P-3C.[13]
- P-3F - Versão destinada ao Irão.[13]
- P-3G - Versão mais curta equipada com a actualização Update IV e novos motores. Cancelada.[13]
- P-3K - Designação dada aos P-3B da Nova Zelândia depois de actualizados.[13]
- P-3N - Designação dada a dois P-3B Noruegueses depois de despojados dos sistemas de armas e convertidos para transporte de passageiros (30), patrulha de águas costeiras e treino de tripulações.[13]
- P-3P - Seis unidades P-3B para a Força Aérea Portuguesa, ex Força Aérea Australiana que retornaram à Lockheed como parte do pagamento de novas aeronaves de substituição P-3C. Conversões efectuadas  uma pela Lockheed, as restantes cinco efectuadas localmente pelas OGMA, para um padrão muito próximo ao P-3C Update II½, mas com especificidades únicas.[12]
- P-3W - Designação não oficial para os P‑3C‑II½ da Real Força Aérea Australiana, quando em manutenção.[13]
- P-3AEW&C - Desenvolvimento de um Sistema Aéreo de Alerta e Controle, destinado a clientes sem poder de compra para adquirir o sofisticado e caro  E-3 Sentry. Utilizado apenas pelo serviço de fronteiras dos Estados Unidos.[13]
- CP-140 Aurora - Versão Canadiana do P-3C, mas equipado com os sistemas do S-3 Viking.[13]
- CP-140A Arcturus - Três P-3C encomendados à Lockheed em 1989mas montados no Canada, destinados a missões de treino, vigilância das actividades pesqueiras e patrulha da área polar. Equipados apenas com radar de busca e sistema de comunicações.[13]
- P‑7A - Designação temporária para o que foi apontado como substituto do P-3 equipado com o pacote de actualização da Boeing UPDATE IV e maior autonomia. Também designado LRAACA, cancelado.[14]

## Utilizadores

### Militares

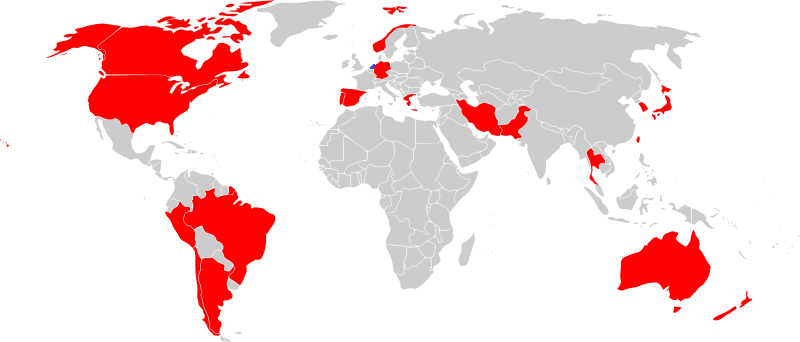
A vermelho actuais utilizadores, a azul ex utilizadores (Países Baixos)

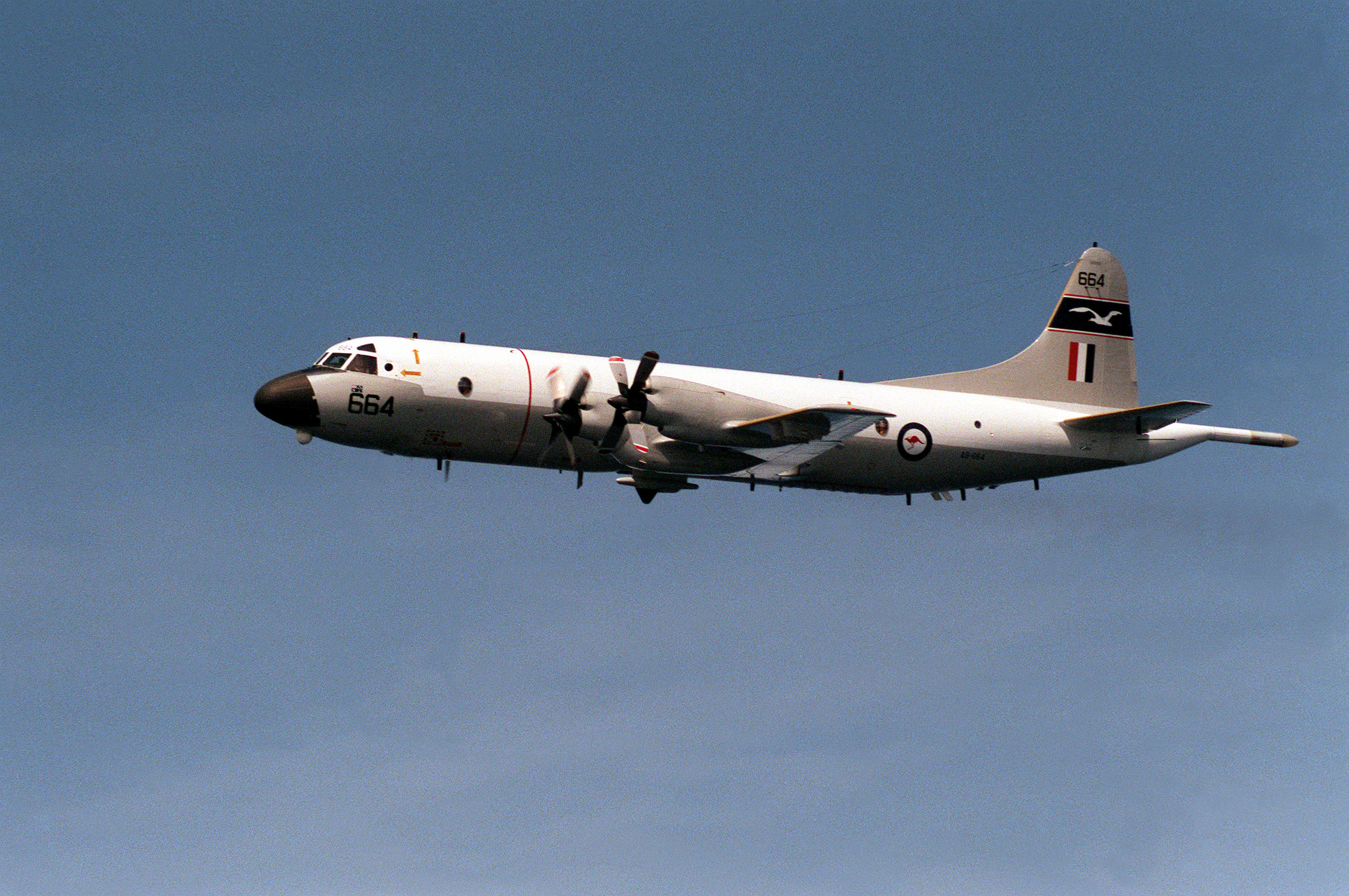
P-3W Australiano

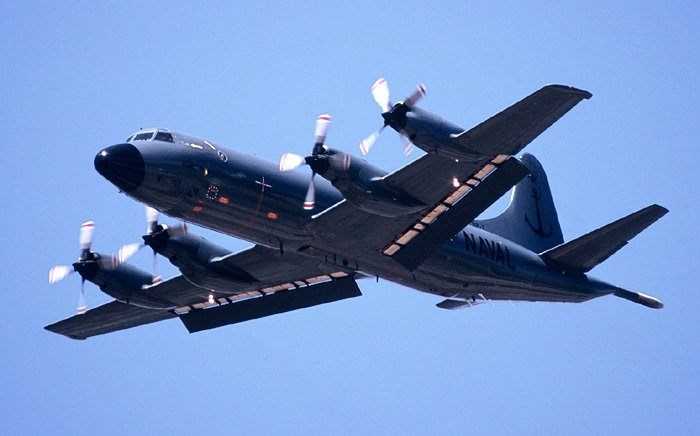
P-3ACH da armada Chilena

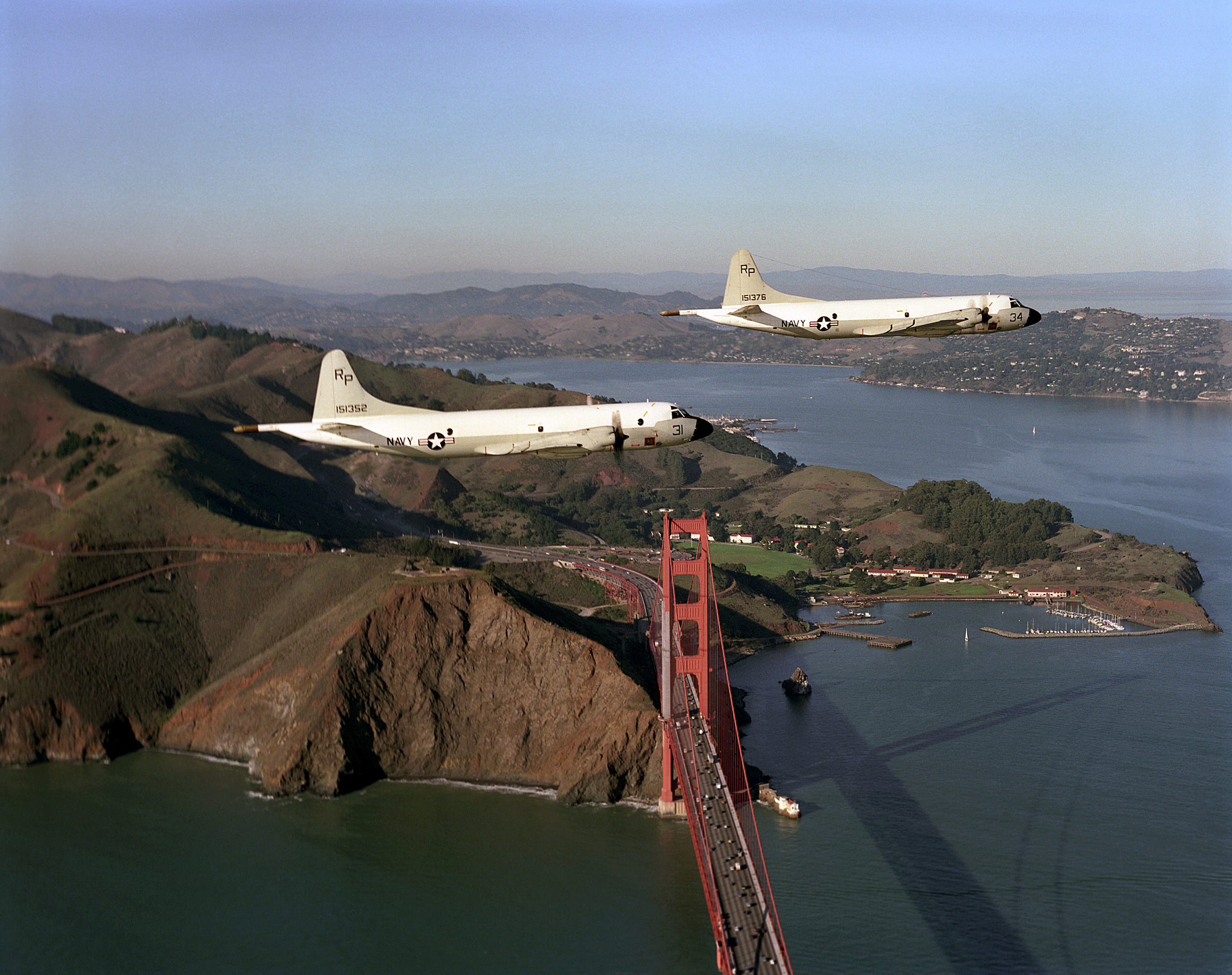
Um par de P-3A sobrevoando a "Golden Gate", S. Francisco, California no ano de 1960

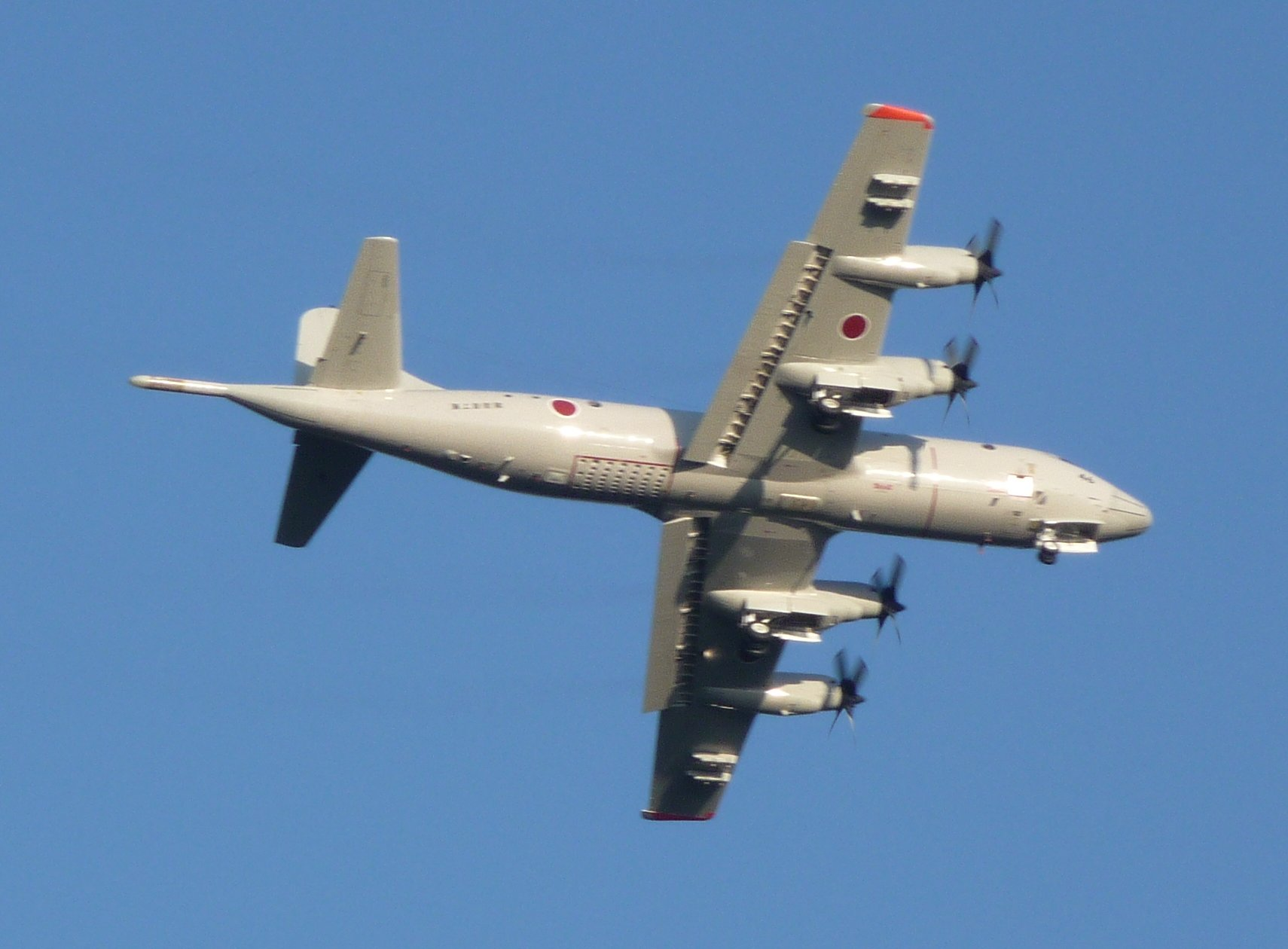
P-3C da força marítima de auto defesa do Japão

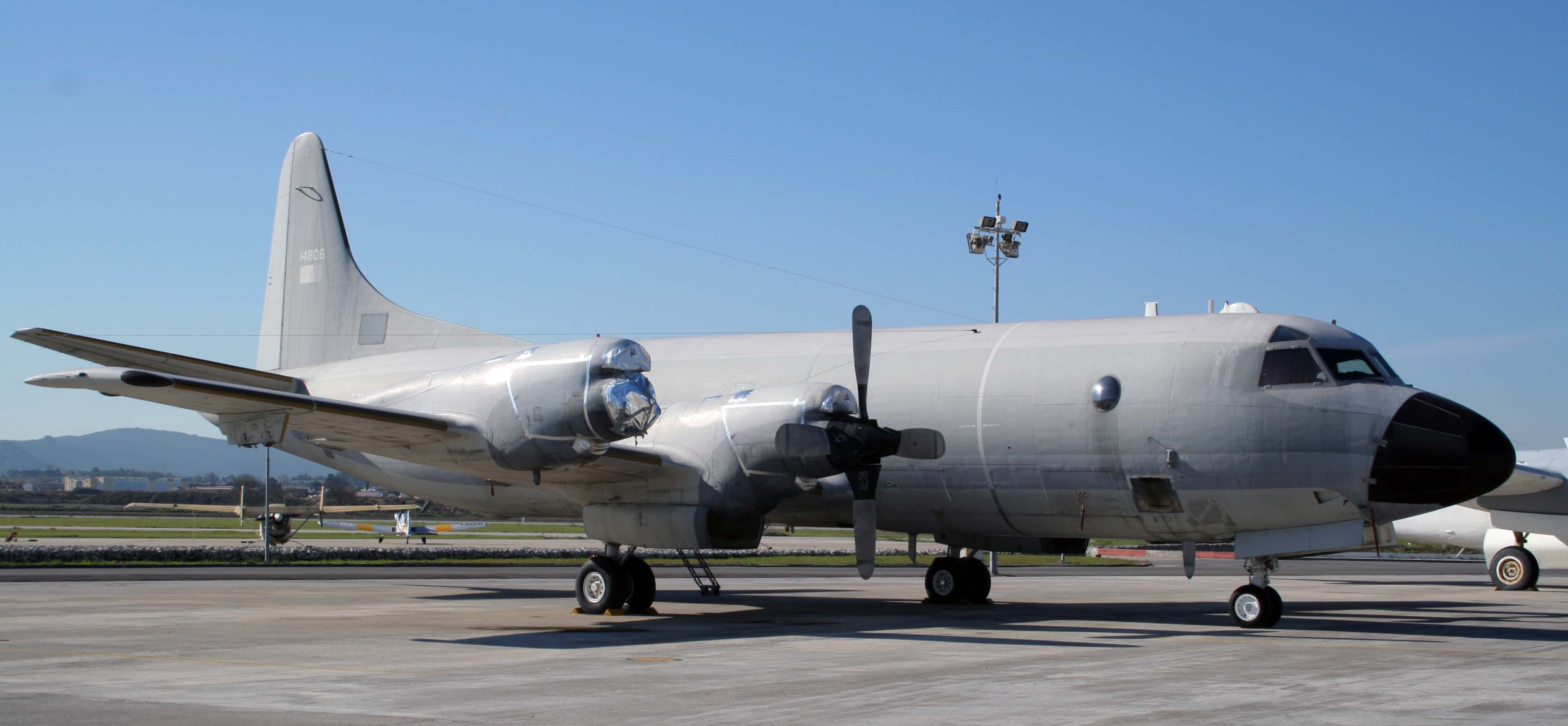
P-3P da FAP, pertence ao museu do ar, Sintra

- Alemanha

Após ter descartado várias propostas da Lockheed para o fornecimento de um substituto do Breguet Atlantique, na função de patrulhamento marítimo, os Alemães voltaram a manifestar interesse em 2003, quando o governo Holandês anunciou a intenção de vender toda a sua frota de 13 P-3C CUP. Um acordo final foi celebrado para a venda de oito unidades, a primeira das quais foi entregue  a 28 de Fevereiro de 2006.
Em Dezembro de 2010 estavam os oito exemplares no activo.
- Argentina

O governo Argentino efectuou várias tentativas para adquirir o P-3 Orion. A primeira em 1976 directamente aos  Estados Unidos que recusaram a venda e ofereceram em troca, quatro  SP-2H Neptune os quais foram aceites e constituíam em Maio de 1982 a única capacidade de patrulhamento marítimo da Argentina, quando eclodiu a guerra das Malvinas/Falklands, a qual veio a a inviabilizar a compra já acordada de oito P-3B, Australianos em segunda mão, por receio que fossem utilizados para atacarem as forças Britânicas, ainda devido a este conflito o governo Norte-Americano passou a mostrar relutância na venda de equipamento militar, atitude que só mudou após o apoio e participação da Argentina na grande coligação de países que participaram na operação tempestade no deserto para a libertação do Koweit. Finalmente em 1997 foi aprovada a venda de seis aeronaves P-3B excedentes da US Navy e armazenadas no AMARC, o primeiro foi entregue a 7 de Dezembro de 1997 e o último em 11 de Julho de 1999.
Em Dezembro de 2010 estavam três exemplares no activo.
- Austrália

A Real Força Aérea Australiana é um dos maiores operadores do Orion. Em 1964 encomendou 10 P-3A, posteriormente a encomenda foi modificada para P-3B. Em Maio de 1975 foram encomendados mais oito P-3C II acrescidos de mais duas unidades em Novembro de 1976, os quais começaram a ser entregues em finais de 1977. Finalmente em 1982 foram encomendados mais dez P-3C II½ para substituírem os P-3B iniciais, os quais foram devolvidos à Lockheed como parte do pagamento. A primeira aeronave deste novo lote foi entregue em Novembro de 1984.
Em Dezembro de 2010 estavam no activo 19 unidades.
- Brasil

Consultar Emprego na Força Aérea Brasileira
- Canadá

Encomendados 18 exemplares em Novembro de 1975 e entregues entre 1980 e 1981 com a designação CP-140, em 1989 foram adquiridos mais três CP-140A Arcturus uma versão simplificada e integrada nas forças canadianas com a função de treino das tripulações.
Em Dezembro de 2010 estavam operacionais 19 unidades.
- Chile

Recebeu oito unidades P-3A em segunda mão ex US Navy, no inicio de 1993. Duas aeronaves foram desmanteladas para fornecerem peças, outras duas foram armazenadas e podem adquirir condição de voo em 35 dias. As restantes quatro foram modernizadas, três como P-3ACH a outra foi convertida para transporte de passageiros UP-3A.
Em Dezembro de 2010 estavam operacionais três P-3ACH.
- Coreia do Sul

Em Setembro de 1991 o governo da Coreia do Sul encomenda oito P-3C-Update III+, apesar da iminência do fecho da linha de produção, que por motivos de reorganização interna da Lockheed, foi integralmente mudada para Marietta na Geórgia, com os respectivos custos reflectidos no preço final das aeronaves e um atraso de dois anos na entrega dos mesmos. Após a entrega em 1995 do último P-3 foi considerada a compra de um segundo lote de oito aeronaves, para equipar um segundo esquadrão. Em 2002 é aprovada a venda do segundo lote, constituído por oito P-3B ex US Navy a modernizar pela Korean Aerospace Industries (KAI).
Em Dezembro de 2010 estavam operacionais 11 exemplares.
- Espanha

A Força Aérea Espanhola recebeu três P-3A Orion em 1973 ex US Navy para substituição dos Grumman HU-16 Albatross, com a perda de uma das aeronaves em 1977 o número de unidades disponíveis revelou-se demasiado escasso. Foram alugados quatro P-3A à marinha Americana que se mantiveram em serviço até 1998, quando foram substituídos por cinco P-3B adquiridos à Real Força Aérea Norueguesa e terminava o período de aluguer. Com início em 2002 foi implementado um programa de modernização liderado pela EADS/CASA semelhante ao utilizado para modernizar os P-3AM da Força Aérea Brasileira e designados P-3M.
Em Dezembro de 2010 estavam operacionais 7 unidades P-3B/M.
- Estados Unidos
  - Marinha dos Estados Unidos -

O P-3 entrou ao serviço da US Navy em Agosto de 1962 substituindo os P-2 Neptune e os hidroaviões Martin SP-5B. Ao longo da sua vida operacional três principais variantes foram utilizadas, estando ainda actualmente ao serviço o P-3C Update III. Foram ou são ainda usadas versões especializadas para as mais diversas missões.Depois de um longo processo de selecção, em 4 de Junho de 2004 a US Navy decidiu que o P-3C Orion será substituído pela versão de patrulha marítima do Boeing 737-800ERX. Esta decisão foi anunciada dez dias depois, no dia 14 de Junho de 2004. Um total de 109 Boeing P-8A serão adquiridos com a primeira entrega para a VP-30 em 2012. Dois meses depois, em 2 de Agosto de 2004,o Embraer ERJ-145 foi seleccionada para a substituição da frota EP-3E. O primeiro ERJ-145 deverá entrar em serviço em 2012 também.
Em Dezembro de 2010 estavam operacionais 16 EP-3E e 150 P-3C .
- Grécia

A Grécia recebeu ao abrigo do acordo de cooperação com os Estados Unidos quatro P-3A e seis P-3B dos stocks armazenados no AMARC deserto do Arizona. Os P-3A recebidos em Maio de 1995 foram destinados a treino de manutenção e como fonte de peças, os P-3B depois de adquirirem condição de voo ainda nos Estados Unidos, foram entregues em Maio de 1996 e não sofreram qualquer actualização.
Em Dezembro de 2010 estavam operacionais seis P-3B.
- Irão

O Irão encomendou em 1973 seis aeronaves p-3F, similares ao P-3C, mas com uma mistura de aviónicos pertencentes aos modelos P-3A/B/C, devido a algumas restrições na politica de exportação de tecnologia dos Estados Unidos em vigor na época. Após a revolução Islâmica em 1979 e subsequente embargo de armas e peças de substituição, a operacionalidade dos aviões foi afectada, mas recorrendo ao mercado negro, quebras do embargo por parte de países menos escrupulosos e fabrico doméstico de peças sem autorização, a condição de voo tem sido assegurada, desconhecendo-se a operacionalidade efectiva.
Em Dezembro de 2010 estavam operacionais cinco P-3F.
.
- Japão

A Força Marítima de Autodefesa do Japão recebeu 107 aeronaves P-3 nas suas várias versões, das quais 102 são de construção Nipónica, três de construção Lockheed e as duas últimas de montagem local efectuada pela Kawasaki Heavy Industries que também procedeu à sua construção.
Actualmente estão operacionais, cinco EP-3, 98  P/OP-3C e quatro UP-3C.
- Noruega

A Noruega foi o primeiro utilizador Europeu do P-3'. Adquiriu cinco P-3B em 1969 e mais dois ex US Navy em 1980, entretanto os cinco aviões originais foram vendidos à Espanha e os restantes dois actualizados para o padrão P-3C mas com sensores não acústicos, foram ainda provisionados com 39 lugares sentados e designados P-3N e utilizados em patrulhamento costeiro, transporte e trino de tripulações.
Foram adquiridos após negociações com a US Navy e a Lockheed quatro P-3C entregues entre Março e Julho de 1989. Entre Dezembro de 1997 e Março de 2000 sofreram uma actualização UIP (Update Improvement Program) e foram designados P-3C UIP.
Em Dezembro de 2010 estavam operacionais quatro P-3C UIP e dois P-3N.
- Nova Zelândia

A Nova Zelândia foi o primeiro operador internacional, quando em 1964 encomendou cinco P-3B. em 1985 foi comprado um sexto avião ex RAAF á Lockheed. Após ter sido completado um programa de actualização de aviónicos,foram todos designados P-3K. Mais recentemente foram sujeitos a uma revitalização estrutural sendo expectável que se mantenham operacionais para além de 2015.
Em Dezembro de 2010 estavam operacionais seis P-3K.
- Paquistão

O Paquistão é o único operador da versão híbrida P-3C Update II¾. Três exemplares encomendados em 1988, apenas foram entregues em 1997 devido a um embargo à venda de armamento, apesar de já estarem pagos.
Em Outubro de 1999 um acidente fatal destruiu uma das aeronaves, as restantes duas foram retidas em terra até 1995, quando a Lockheed subcontratou a empresa portuguesa OGMA para adquirirem novamente a condição de voo.
Devido ao auxílio Paquistanês no combate ao terrorismo internacional, foi aprovado a venda de mais sete "P-3C" a serem modernizados e entregues até finais de 2012.
Em Dezembro de 2010 estavam operacionais seis P-3C e outros dois aguardavam entrega.
- Portugal

Consultar Emprego na Força Aérea Portuguesa
- Tailândia

Cinco P-3A adquiridos em 1993, dois dos quais para instrução em terra e fornecimento de peças, um terceiro (n.º 152184) foi convertido para UP-3T utilitário de transporte, posteriormente para VP-3T transporte executivo. Os restantes dois foram actualizados para o padrão requerido pela aviação naval Tailandesa e designados P-3T. Todas as aeronaves receberam sistemas de navegação e radares meteorológicos do tipo comercial.
Em Dezembro de 2010 apenas um exemplar P-3T estava operacional.
- Taiwan

A Marinha de Taiwan adquiriu em 2007 ao abrigo do Programa de vendas Militares ao Estrangeiro 12 aeronaves P-3C, provenientes dos excedentes da US Navy armazenados no AMARC.  Após uma reabilitação total que os capacitará para mais 15 000 horas de voo, serão actualizados integralmente com uma "suite" electrónica de última geração. É expectável que o primeiro seja entregue no decorrer de 2012.

### Ex utilizadores
- Países Baixos

A marinha Holandesa encomendou 13 P-3C Update II½ em 1978, para substituir os envelhecidos SP-2H Neptune. Estas aeronaves foram entregues entre 1982 e 1984 e operaram no 301º esquadrão de transição e 302º esquadrão operacional, baseados na Base aeronaval de Valkenburg e com destacamentos em Keflavík na Islândia e Curação nas Antilhas Holandesas. Tal como outros utilizadores também estes P-3C Update II½ foram actualizados para o padrão CUP (Capability Upkeep Programme), por constrangimentos orçamentais esta actualização foi apenas aplicada a dez unidades. Em 2003 o governo decidiu desfazer-se, ainda por constrangimentos orçamentais, da componente de patrulha marítima e as aeronaves foram vendidas a Portugall e a Alemanha.

### Civis
- Estados Unidos
  - Aero Union - Actualmente a única entidade civil não governamental, a utilizar o Orion no combate a fogos florestais, para o que está equipada com com sete P-3A e um P-3B ex US Navy. Foram modificados com a adição de um tanque ventral interno, com capacidade até 11.350 litros de retardante.[19]

- - NASA - Possui dois P-3B, um operacional junto ao Goddard Space Flight Center para missões de âmbito científico o outro armazenado no AMARC como repositório de peças. Originalmente foi usado um P-3A no Centro Espacial Lyndon Johnson, retirado no início de 1993.[16]

## Emprego na Força Aérea Brasileira
Desde 1976, quando voou pela última vez o P-2 Neptune (designado P-16 no Brasil), que a Força Aérea Brasileira não possuía um avião com base em terra,  capaz de assegurar o patrulhamento marítimo e luta ASW, exceptuando a utilização do Embraer EMB-111 Bandeirante Patrulha também apelidado "Bandeirulha", uma plataforma com limitações severas tanto ao nível de autonomia como de meios. Após avaliação das várias opções existentes no mercado a opção recaiu na utilização de várias células  P-3 ex US Navy e armazenadas no AMARC (309th Aerospace Maintenance and Regeneration Group).
O pedido aos Estados Unidos em 1998 de 15 células P-3C resultou na oferta em 1999 de 12 P-3A, oito para actividade operacional e quatro para canibalização de peças, destinados a operar no 4°/7°GAV sediado na Base Aérea de Santa Cruz. No ano de 2000 as tripulações destinadas a operar o P-3 começaram a receber instrução em Portugal na Base Aérea Nº6, Montijo, logo após o início da instrução o programa de aquisição dos P-3 foi cancelado, pela presidência de Fernando Henrique Cardoso. Retomado novamente a 4 de novembro de 2002 foi escolhida a empresa EADS/CASA após concurso internacional e contracto assinado em maio de 2005. As outras empresas que concorreram, abandonaram o concurso, por acharem que o preço oferecido era insuficiente para a concretização de uma modernização segundo os padrões actuais. Restaram a EADS/CASA e a Lockheed  que apresentou um preço mais baixo, mas achava que além da modernização dos aviónicos era também necessária uma intervenção na estrutura da célula para prolongar o limite de vida útil da aeronave, devido a problemas de corrosão e fissuras encontradas na junção das asas com a fuselagem, em aeronaves operacionais. O governo Brasileiro declinou esta actualização, argumentando que os P-3A não acusavam esse problema estrutural. a modernização consiste na total revitalização da estrutura da aeronave, montagem de um sistema táctico totalmente integrado de concepção das Construcciones Aeronáuticas S.A. e substituição dos motores originais pelos Allison T56-A-14 e no acordo de modernização está ainda  contemplada a instrução de tripulações a efectuar por uma unidade da Força Aérea Espanhola.
A Força Aérea Brasileira recebeu no dia 3 de dezembro de 2010 a primeira aeronave P-3AM Orion, na base de solenidade em Madrid, Espanha e durante o ano de 2011, serão efectuados rigorosos testes tendentes à sua aceitação definitiva. As aeronaves estão destinadas a equipar o Primeiro Esquadrão do Sétimo Grupo de Aviação, a operar na Base Aérea de Salvador.
| Modelo        | N.º de produção | Data de entrega         | Retirado/armazenado    | Matrícula FAB |
| ------------- | --------------- | ----------------------- | ---------------------- | ------------- |
| P-3A Bloco 35 | 151356          | 20 de fevereiro de 1964 | 9 de janeiro de 1986   | 7210          |
| P-3A Bloco 50 | 152140          | 25 de maio de 1965      | 19 de julho de 1990    | 7203          |
| P-3A Bloco 50 | 152146          | 22 de janeiro de 1965   | 8 de julho de 1990     | 7211          |
| P-3A Bloco 55 | 152162          | 28 de maio de 1965      | 26 de julho de 1990    | 7205          |
| P-3A Bloco 55 | 152167          | 28 de junho de 1965     | 29 de março de 1990    | 7208          |
| P-3A Bloco 55 | 152168          | 30 de junho de 1965     | 17 de janeiro de 1990  | 7209          |
| P-3A Bloco 60 | 152173          | 11 de agosto de 1965    | 23 de março de 1990    | 7206          |
| P-3A Bloco 60 | 152174          | 17 de agosto de 1965    | 22 de junho de 1990    | 7201          |
| P-3A Bloco 60 | 152175          | 25 de agosto de 1965    | 12 de janeiro de 1990  | 7207          |
| P-3A Bloco 60 | 152180          | 7 de novembro de 1965   | 23 de março de 1990    | 7200          |
| P-3A Bloco 60 | 152186          | 23 de novembro de 1965  | 18 de dezembro de 1989 | 7202          |
| P-3A Bloco 60 | 152187          | 8 de dezembro de 1965   | 31 de janeiro de 1990  | 7204          |

No período em que o brigadeiro Nivaldo Rossato exerceu o comando da Aeronáutica, houve tratativas com a Marinha do Brasil para uma hipotética transferência da aviação de patrulha à Aviação Naval Brasileira. Em fevereiro de 2018, sonaristas e outros especialistas em guerra antissubmarino da Marinha embarcaram nos P-3AM da FAB para um treinamento conjunto. A proposta de transferência enfrentou resistências dentro da FAB e da própria Aviação Naval, devido à condição desgastada dos P-3AM e ao elevado custo de manutenção. A Marinha rejeitou em definitivo a possibilidade.

## Emprego na Força Aérea Portuguesa
Desde 1977 data em que foram desactivados os P-2 V5 Neptune que o patrulhamento marítimo em Portugal, era efectuado por aeronaves não vocacionadas para a missão. Devido aos compromissos assumidos no âmbito da Aliança Atlântica era imperioso a aquisição de uma aeronave de patrulhamento marítimo e luta ASW.

Em 1 de Outubro de 1985 foi assinado com a Lockheed o contracto de aquisição de seis P-3B ex Força Aérea Australiana. Após a modernização, para atender aos requisitos de Portugal e da NATO e capacitar a aeronave para os padrões actuais, foram designados P-3P e entregues a partir de 7 de Agosto de 1988 para equipar a esquadra 601 "Lobos" sediada na Base Aérea N.º 6 (BA6) no Montijo.

A modernização efectuada equiparou os P-3P aos P-3C Update II½ da marinha Americana, mas com alguns equipamentos únicos, como os "display" tácticos e o radar de busca semelhante ao usado pela Nova Zelândia nos seus P-3K. A primeira aeronave foi modernizada nas instalações da Lockheed em Burbank Califórnia e as restante cinco nas Oficinas Gerais de Material Aeronáutico (OGMA) em Alverca.

Após uma certa indefinição entre sujeitar os P-3P a um programa de extensão de vida útil e outro de modernização para o padrão P-3C CUP+, para o que chegou a haver um entendimento com a Lockheed e uma aprovação do parlamento Português. Foi decidido comprar cinco aeronaves Holandesas, duas na versão P-3C CUP e três na versão P-3C Update II½, através da assinatura de uma carta de intenções em 17 de Setembro de 2004 e acordo final em 21 de Fevereiro de 2005. Os aviões foram todos entregues até meados de 2007 e entraram em processo de modernização (conforme tabela abaixo publicado) para a versão P-3C CUP+, uma das mais avançadas em operação. O primeiro avião já modernizado foi entreguea Esquadra 601, em Agosto de 2010, seguido de um segundo em Fevereiro de 2011, os restantes serão entregues até meados de 2012.
A 30 de Agosto de 2023, foi publicada em Diário da República a resolução do Conselho de Ministros {{https://files.diariodarepublica.pt/1s/2023/08/16800/0000200003.pdf}} que autorizou a compra de 6 aeronaves P-3C CUP+ pela Força Aérea Portuguesa à Força Aérea Alemã por 45 milhões de euros, alguns conjuntos já com o MLU efetuado, ao que se juntou ainda peças sobressalentes, bancadas de teste e simuladores de voo. A data de entrega das unidades à data da publicação da referida resolução ainda n é conhecida.
| FAP | Modelo original | Origem        | Modelo actual | Estado em Dezembro 2010                       |
| --- | --------------- | ------------- | ------------- | --------------------------------------------- |
| 14801 | P-3B            | RAAF/Lockheed | P-3P          | Retirado - DGMFA, Alverca                     |
| 14802 | P-3B            | RAAF/Lockheed | P-3P          | Retirado - Base Aérea 6, Montijo              |
| 14803 | P-3B            | RAAF/Lockheed | P-3P          | Vendido                                       |
| 14804 | P-3B            | RAAF/Lockheed | P-3P          | Retirado - CFMTFA (ex Base Aerea 2), Ota      |
| 14805 | P-3B            | RAAF/Lockheed | P-3P          | Vendido                                       |
| 14806 | P-3B            | RAAF/Lockheed | P-3P          | Retirado - Museu do Ar, Sintra                |
| 14807 | P-3C CUP        | RNN           | P-3C CUP +    | Operacional, Esquadra 601 Base Aérea 11, Beja |
| 14808 | P-3C Update II½ | RNN           | P-3C CUP +    | Operacional, Esquadra 601 Base Aérea 11, Beja |
| 14809 | P-3C Update II½ | RNN           | P-3C CUP +    | Operacional, Esquadra 601 Base Aérea 11, Beja |
| 14810 | P-3C CUP        | RNN           | P-3C CUP+     | Operacional, Esquadra 601 Base Aérea 11, Beja |
| 14811 | P-3C Update II½ | RNN           | P-3C CUP +    | Operacional, Esquadra 601 Base Aérea 11, Beja |
| Obs:RAAF = Força Aérea Australiana; RNN = Marinha de Guerra Holandesa; CFMTFA = Centro de Formação Militar e Técnica da Força Aérea |                 |               |               |                                               |

### Envolvimento operacional
Sempre que foi julgado necessário os Orion Portugueses foram chamados a executar missões no âmbito da NATO ou da
União Europeia, destacam-se as mais importantes:
- Operação Sharp Guard - Julho de 1992 a fevereiro de 1996 - no âmbito da União Europeia

Controlo marítimo do mar Adriático para fazer cumprir  o embargo de armas, decretado pela resolução das Nações Unidas à Servia e Montenegro. Os P-3P envolvidos efectuaram 576 missões com um total de 3 712 horas de voo.
- Operação Active Endeavour - Março de 2005 até ao presente - no âmbito da Nato

Duas missões mensais com a duração aproximada de oito horas cada, visa o controlo de actividades ilícitas no mar Mediterrâneo em conjunto com outros meios navais da Aliança Atlântica.
- Operação Frontex - Junho de 2007 - no âmbito da União Europeia

Operação de um P-3P a partir da ilha de Malta controlando o fluxo migratório do Norte de África para a Europa
- Operação Atalanta- 22 de abril de 2010 a agosto de 2010 - no âmbito da União Europeia (NAVFOR)

Operação do último P-3P ainda operacional a partir das ilhas Seychelles no oceano Índico, para controlo da pirataria Somali naquela região do globo.

## Especificações
As dimensões externas mantiveram-se constante desde o P-3A até ao CP-140, enquanto que os pesos e performance tiveram pequenas variações. Os dados são referentes à variante P-3C.
- Dimensões
  - Envergadura - 30.37 m
  - Comprimento total - 35.61 m
  - Altura total - 10.27 m
  - Diâmetro da fuselagem - 3.45 m
  - Diâmetro da hélice - 4.11 m
  - Área Alar - 120.77 m²
- Pesos e Cargas
  - Peso em vazio - 27,890 kg

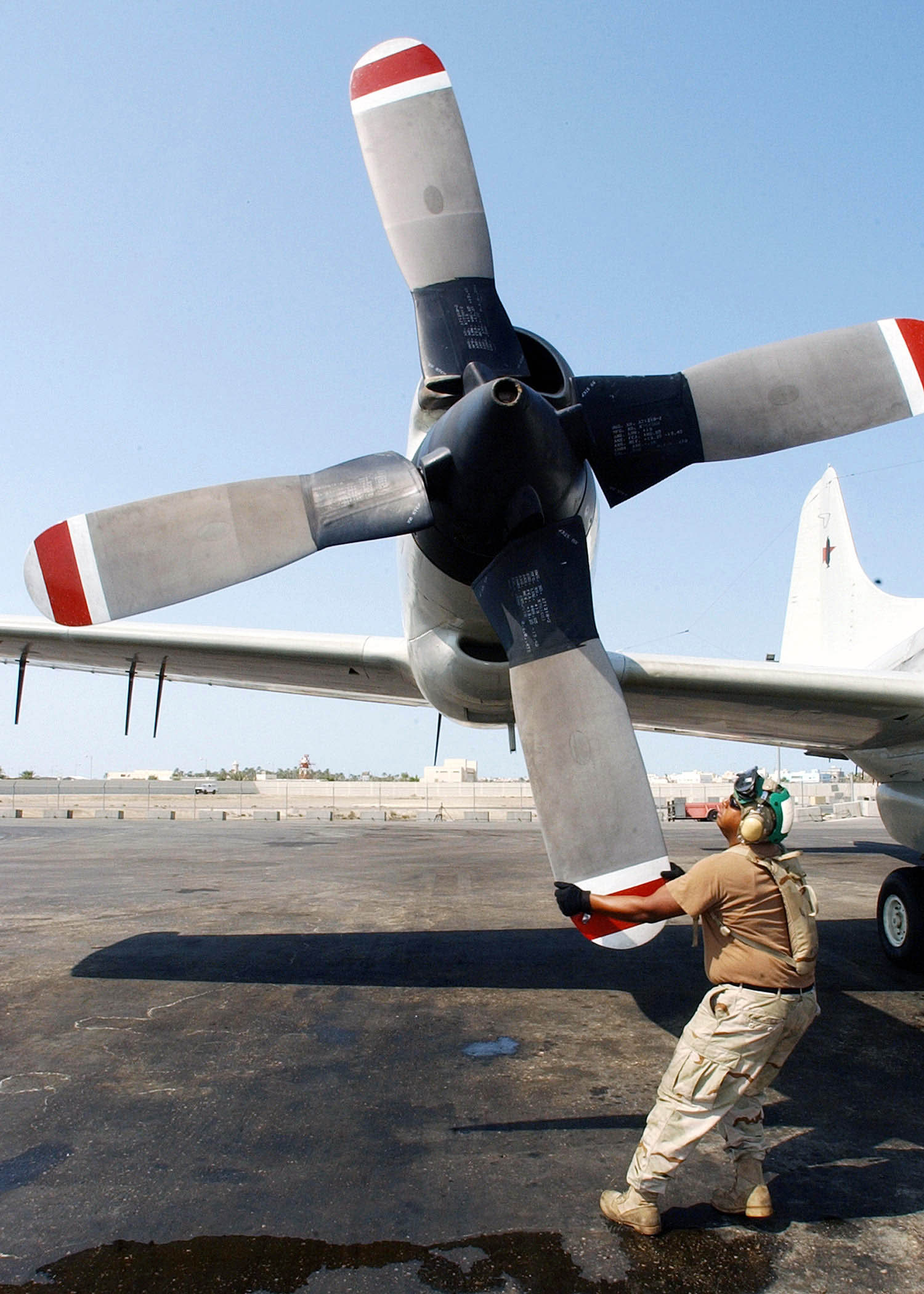
Propulsor de um EP-3E.

  - Peso máximo de combustível - 28,350 kg
  - Carga máxima dispensável (armas, sonobóias) - 9,071 kg
  - Peso máximo à descolagem - 61,235 kg
  - Peso máximo à aterragem - 47,119 kg
- Performance
  - Velocidade máxima a 4,500m com 47,625Kg - 761Km/h
  - Veloc. de cruzeiro económica a 7,620 m com 48,895 kg - 607Km/h
  - Velocidade de patrulha a 457 m com 49,895 kg - 381 km/h
  - tecto de serviço - 8,625 m
  - Taxa máxima de subida a 500m - 594 m/minuto
  - Corrida de descolagem c/ obstáculo de 15m - 1,673 m
  - Distância de aterragem a 15 m de altura - 1,673 m
  - Raio operacional - 3,835 km

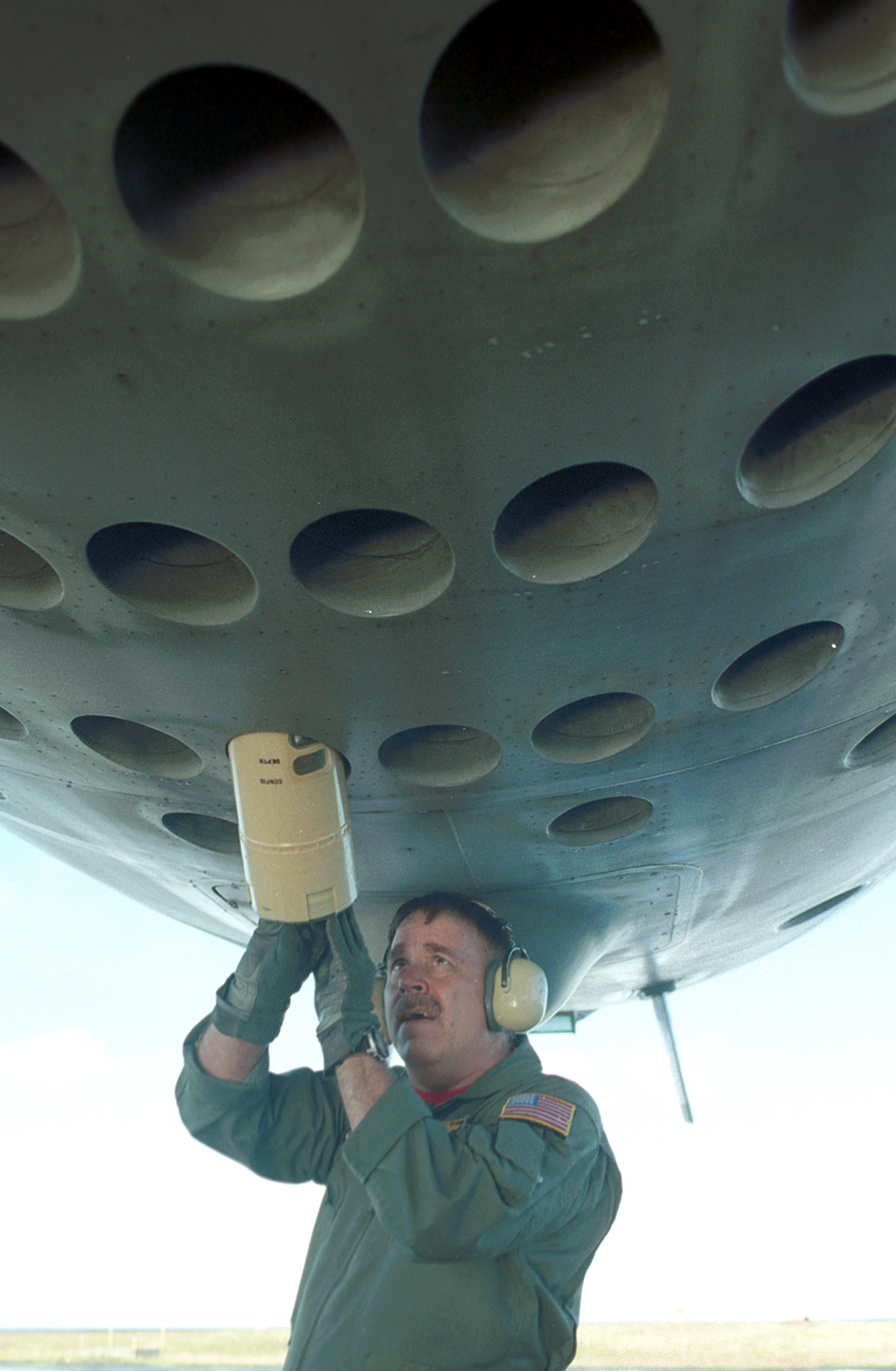
Perspectiva da introdução de uma sonobóia submarina num dos casulos de ejecção.

- - Raio operacional c/ 3 horas sobre zona alvo - 2,494 km
  - Resistência máxima a 4,500m com 2 motores - 17 h 12 min
  - Resistência máxima a 4,500m com 4 motores - 12 h 20 min

### Motores
Todas as versões excepto P-3A
- 4x Turbo propulsores Allison T56-A-14 com 4,910 Cv de potência cada

### Armamento
Até 9 toneladas de cargas internas e externas podem ser combinadas com as seguintes opções:
- Compartimento interno
  - 8x Torpedos Mk 46/50
  - 8x Cargas de profundidade MK 54
  - 3x Minas de 450Kg MK 36/52
  - 3x Cargas de profundidade MK 57
  - 2x Cargas de profundidade MK 101
  - 1x Minas de 900Kg MK 25/39/55/56
- Suportes externos da secção central (2+2)
  - 2x AGM-84 Harpoon
  - 2x AGM-65 Maverick
  - 2x Torpedos Mk 46/50
  - 2x Minas de 900Kg MK 25/39/55/56
- Suportes exteriores (3+3)
  - 2x Torpedos Mk 46 ou Minas de 900Kg MK 25/39/55/56
  - 2x Torpedos Mk 46 ou Minas de 900Kg MK 25/39/55/56 ou foguetes
  - 2x Torpedos Mk 46 ou Minas de 900Kg MK 25/39/55/56 ou foguetes